# Шарир, Гили
Гили Шарир (ивр. גילי שריר‎; род. 22 ноября 1999, Мазор) — израильская дзюдоистка, выступающая в весовой категории до 63 кг. Призёр чемпионатов Европы, бронзовый призёр Олимпийских игр 2020 (турнир смешанных команд).

## Биография
Шарир родилась в седьме Данита и Дэнни Шарир в Мазоре. Шарир начала свою карьеру в дзюдо в очень молодом возрасте (4 года).
На молодежном чемпионате Европы 2017 года, который проходил в Мариборе, Шарир завоевала серебряную медаль. В том же году она также участвовала в чемпионате Европы среди юниоров до 23 лет (тогда ей было всего 17 лет) и выиграла бронзовую медаль.
В 2018 году первую медаль она завоевала на Гран-при в Хух-Хото, где стала серебряным призёром. Первые четыре боя она выиграла, но в финале уступила японке Эми Нуоти . В том же году она заняла 7-е место на чемпионате Европы.
В 2019 году выступила на турнирах Большого шлема в Екатеринбурге и Гран-при Монреаля, где остановилась в шаге от медалей, заняв пятое место. На чемпионате мира заняла 9-е место.
На Олимпийских играх в Токио Шарир завоевала бронзовую медаль вместе со сборной Израиля в турнире смешанных команд В личном первенстве в весовой категории до 63 кг Шарир выбыла в первом раунде, проиграв австралийке Кэтрин Хекер.